# Heineken Open 2010
Heineken Open 2010 var en tennisturnering som spelades under 2010 års andra vecka. Turneringen avgjordes mellan den 11 och 16 januari 2010 utomhus vid ASB Tennis Centre i Auckland, Nya Zeeland och ingick även i herrarnas ATP-tour. I herrsingel stod John Isner (USA) som vinnare efter en finalseger mot Arnaud Clement (Frankrike). Herrdubbeln vanns av Marcus Daniell (Nya Zeeland) och Horia Tecău (Rumänien).

## Seedning

### Herrsingel
De fyra högst seedade spelarna spelar först i omgång 2.
| 1. Tommy Robredo (Kvartsfinal) 2. David Ferrer (Andra omgången) 3. Juan Carlos Ferrero (Andra omgången) 4. Nicolás Almagro (Andra omgången) | 1. Philipp Kohlschreiber (Semifinal) 2. Jürgen Melzer (Kvartsfinal) 3. Juan Mónaco (Andra omgången) 4. Albert Montañés (Semifinal) |

### Herrdubbel
| 1. Bob Bryan Mike Bryan (Första omgången) 2. Lukáš Dlouhý Leander Paes (Kvartsfinal) | 1. Marcel Granollers Tommy Robredo (Kvartsfinal) 2. Julian Knowle Robert Lindstedt (Första omgången) |

## Tävlingar

### Herrsingel
John Isner bes.  Arnaud Clement

### Herrdubbel
Marcus Daniell /  Horia Tecău bes.  Marcelo Melo /  Bruno Soares